# Бойко Віктор Михайлович
Ві́ктор Миха́йлович Бо́йко (21 травня 1978 — 11 липня 2014) — солдат Збройних сил України, учасник російсько-української війни.

## Життєпис
Народився 1978 року в місті Мала Виска. Закінчив школу; працював у радгоспі — закінчив школу трактористів.
Строкову службу пройшов у морській піхоті. Проживав у селі Лозуватка Маловисківського району. Мобілізований 26 березня 2014-го, номер обслуги, 79-та окрема аеромобільна бригада.
Загинув близько 4:30 ранку 11 липня 2014-го під час обстрілу, вчиненого бойовиками з установки «Град», українського блокпоста біля Зеленопілля — снаряд із РСЗВ влучив у бліндаж.
Вдома залишилися дружина та дві доньки.
Похований у селі Лозуватка Маловисківського району.

## Нагороди
8 вересня 2014 року — за особисту мужність і героїзм, виявлені у захисті державного суверенітету та територіальної цілісності України, вірність військовій присязі під час російсько-української війни, відзначений — нагороджений орденом «За мужність» III ступеня (посмертно).